# Kráľová pri Senci
Kráľová pri Senci (in ungherese Királyfa, in tedesco Königs-Eiden) è un comune della Slovacchia facente parte del distretto di Senec, nella regione di Bratislava.